# Gromada Bełk
Gromada Bełk war eine Verwaltungseinheit in der Volksrepublik Polen zwischen 1954 und 1972. Verwaltet wurde die Gromada vom Gromadzka Rada Narodowa, dessen Sitz sich in Bełk befand und der aus 27 Mitgliedern bestand.
Die Gromada Bełk gehörte zum Powiat Rybnicki in der Woiwodschaft Katowice (damals Stalinogród) und bestand aus den Gromadas Bełk, und Stanowice der aufgelösten Gmina Bełk.
Die Gromada bestand bis zum 31. Dezember 1972 und ging am 1. Januar 1973 in der wiedergegründeten Gmina Bełk auf.